# Линник, Анастасия Игоревна
Анастасия Игоревна Линник (бел. Анастасія Ігараўна Ліннік; род. 11 июля 1993) — белорусская футболистка, полузащитница российского клуба Локомотив и сборной Белоруссии.

## Биография
Воспитанница ДЮСШ «Мотор», первый тренер — Ирина Булыгина. Карьеру начинала в клубе «Зорка-БДУ», в составе «студенток» восемь раз становилась призёром чемпионата Белоруссии, трижды выигрывала Кубок и дважды Суперкубок. В 2017 году в составе «Минска» оформила золотой дубль, выиграв чемпионат и кубок страны. В 2018 году представляла РГУОР. В 2019 году вернулась в «Минск», с которым снова завоевала чемпионский титул и Кубок. В 2020 году перешла во вновь созданный клуб «Динамо-БДУФК», с которым также сделала золотой дубль.
В июне 2024 года перешла в московский «Локомотив».
Выступает как за сборную по футболу, так и за сборную по мини-футболу.

## Достижения

### Командные
Динамо-БДУФК
- Чемпионка Белоруссии: 2020, 2021, 2022, 2023
- Обладательница Кубка Белоруссии: 2020, 2021, 2022, 2023
- Обладательница Суперкубка Белоруссии: 2021, 2022, 2023

Зорка-БДУ
- Серебряный призёр чемпионата Белоруссии: 2009, 2010, 2011, 2014, 2015, 2016[3]
- Бронзовый призёр чемпионата Белоруссии: 2012, 2013[3]
- Обладательница Кубка Белоруссии: 2009, 2010, 2013[3]
- Обладательница Суперкубка Белоруссии: 2010, 2013[3]

Минск
- Чемпионка Белоруссии: 2017, 2019[3]
- Обладательница Кубка Белоруссии: 2017, 2019[3]

### Личные
- Футболистка года в Белоруссии: 2016[7]